# Concha Velasco
Concepción Velasco Varona, coneguda artísticament com a Concha Velasco   (Valladolid, 29 de novembre de 1939 - Majadahonda, 2 de desembre de 2023), fou una actriu, ballarina, cantant i presentadora de televisió espanyola.
Va estudiar dansa clàssica i espanyola al Conservatori de Madrid i va començar com a ballarina de la companyia de Manolo Caracol. Va estar casada amb l'actor i productor teatral Paco Marsó.

## Filmografia
| - Rabia (2009) - Por la gracia de Luis (2009) - Enloquecidas (2008) - Chuecatown (2007) - Bienvenido a casa (2005) - El oro de Moscú (2002) - Sólo yo sé tu nombre (2001) - km. 0 (2000) - París Tombuctú (1999) - Sombras y luces. Cien años de cine español (1996) - Más allá del jardín (1996) - Yo me bajo en la próxima... ¿y usted? (1992) - Esquilache (1989) - La hora bruja (1985) - La colmena (1982) - Ernesto (1979) - Cinco tenedores (1979) - Jaque a la dama (1978) - Esposa y amante (1977) - Libertad provisional (1976) - Les llargues vacances del 36 (1976) - Un lujo a su alcance (1975) - Pim, pam, pum... ¡fuego! (1975) - Yo soy fulana de tal (1975) - Mi mujer es muy decente, dentro de lo que cabe (1974) - Tormento (1974) - El Love Feroz o cuando los hijos juegan al amor (1973) - El amor empieza a medianoche (1973) - Venta por pisos (1972) - No encontré rosas para mi madre (1972) - Préstame quince días (1971) - En la red de mi canción (1971) - Me debes un muerto (1971) - En un lugar de La Manga (1970) - Después de los nueve meses (1970) - La decente (1970) | - Juicio de faldas (1969) - Matrimonios separados (1969) - Cuatro noches de boda (1969) - Los que tocan el piano (1968) - Relaciones casi públicas (1968) - Una vez al año, ser hippy no hace daño (1968) - Las que tienen que servir (1967) - María y la otra (1967) - Pero... ¿en qué país vivimos? (1967) - El arte de casarse (1966) - Hoy como ayer (1966) - El arte de no casarse (1966) - Viaje de novios a la italiana (1965) - Susana (1965) - Historias de la televisión (1965) - Casi un caballero (1964) - La verbena de la Paloma (1963) - La boda era a las doce (1963) - Sabían demasiado (1962) - Festival en Benidorm (1961) - Martes y trece (1961) - Trampa para Catalina (1961) - La paz empieza nunca (1960) - Julia y el celacanto (1960) - Amor bajo cero (1960) - Vida sin risas (1959) - Crimen para recién casados(1959) - Los tramposos (1959) - El día de los enamorados(1959) - Las chicas de la Cruz Roja (1958) - Muchachas de vacaciones(1957) - Mensajeros de paz (1957) - Los maridos no cenan en casa (1956) - Dos novias para un torero (1956) - La fierecilla domada (1956) - El bandido generoso (1954) - La reina mora (1954) |

## Teatre
- "Una vida por delante" (2009)
- "Filomena Marturano" (2006)
- "Inés desabrochada" (2003)
- Hello, Dolly!" (2001)
- "Las manzanas del viernes" (1999)
- "La rosa tatuada" (1997)
- "La truhana" (1992)
- "Carmen, Carmen" (1988)
- "Mamá, quiero ser artista" (1986)
- "Yo me bajo en la próxima... ¿y usted?" (1981)
- "Filomena Marturano" (1979)
- "Las arrecogidas del beteario de Santa María Egipcíaca" (1977)
- "Las cítaras colgadas de los árboles" (1974)
- "Abelardo y Eloísa" (1972)
- "La llegada de los dioses" (1970)
- "El alma se serena" (1969)
- "Una chica en mi sopa" (1967)
- "El cumpleaños de la tortuga" (1966)
- "Don Juan Tenorio" (1966)
- "Elena para los miércoles" (1965)
- "Las que tienen que servir" (1962)
- "The boyfriend" (1962)
- "Los derechos de la mujer" (1961)
- "Ven y ven al Eslava" (1959)

## Televisió
- "Cine de barrio" (2011)
- "Las Chicas de Oro" (2010)
- "Herederos" (2007)
- "Mi abuelo es el mejor" (2005)
- "Motivos personales" (2005)
- "Las cerezas del cementerio" (2005)
- "Arroz y tartana" (2003)
- "Tiempo al tiempo" (2001)
- "Compañeros" (2000)
- "Sorpresa, sorpresa" (1999)
- "Mamá quiere ser artista" (1997)
- "Yo, una mujer" (1996)
- "Encantada de la vida" (1993)
- "Queridos padres" (1992)
- "Querida Concha" (1992)
- "Viva el espectáculo" (1991)
- "Especiales Fin de Año" (1985-86-87)
- "La comedia musical española" (1985)
- "Teresa de Jesús" (1984)
- "¿Quiere usted jugar con mí?" (1975)
- "Las brujas de Salem" (1973)
- "Una muchachita de Valladolid" (1973)
- "Marea baja" (1971)
- "Don Juan Tenorio" (1969)
- "La alondra" (1969)
- "La dama del alba" (1965)

## Discografia
- La chica ye-ye (1965)
- Perdida (1966)
- Amores perdidos (1969)
- Magia (1971)
- Peligro (1973)
- Soy como soy (1981)
- Vive (1983)
- ¡Mamá, quiero ser artista! (1986)
- Dos (1991)
- Equivocada (1997)
- Fuego (2001)